# Der Tyroler Landsturm
Der Tyroler Landsturm Opus 100 ist eine weltliche Kantate von Antonio Salieri.

## Entstehung
Antonio Salieri komponierte die Kantate „Der Tyroler Landsturm“ 1799 als ein Gelegenheitswerk anlässlich des Eindringens napoleonischer Heere in Tirol (siehe Koalitionskriege). Das Libretto stammt vom Wiener Schriftsteller und k.k Hofsekretär Joseph Franz Ratschky. Die Titelseite des gedruckten Klavierauszugs enthält die Worte: „ZUM VORTHEIL der durch feindliche Verheerungen verunglückten Tyroler und Vorarlberger Landeseinwohner“. Die Uraufführung war am 23. Mai 1799 im Wiener k.k. Redoutensaal. Alle Mitwirkenden hatten offenbar auf ihre Honorare verzichtet. Salieri steuerte neben der Komposition selbst auch noch 80 Gulden aus seinem eigenen Vermögen bei, damit zusätzlich anfallende Kosten wie etwa für Kopistendienste finanziert werden konnten. Es war also eine Art Benefizveranstaltung. In Innsbruck wurde das Werk zum Namensfest des Kaisers am 4. Oktober 1799 aufgeführt.

## Besetzung und Aufbau
Die Landsturm-Kantate ist für eine große Besetzung geschrieben: für vier Vokalsolisten (Sopran, Alt, Tenor, Bass), Doppelchor, Orchester und einen Sprecher. Die Orchesterbesetzung verlangt
2 Flöten, 2 Oboen, 2 Klarinetten, 2 Fagotte, 2 Hörner, 2 Trompeten, Streicher und verschiedenes Schlagwerk (Pauken, 2 Militärtrommeln, 1 große Militärtrommel und Klapper).
Die Kantate hat insgesamt 10 Musiknummern mit einer reinen Aufführungsdauer von etwa 35 Minuten. Zwischen den einzelnen Musiknummern sind Rezitative eingefügt, die von einem Sprecher zu deklamieren sind. Die Gesamtauführungsdauer beträgt sodann etwa 50 Minuten.
- 1. Ouvertüre (Sinfonia)
- 2. Chor: „Heil dir, Tyrol!“ und Rezitativ
- 3. Arie (Bass): „Übermütige Verächter heiliger Verträge“ und Rezitativ
- 4. Arie (Tenor): „Lasst stolz mit diesem Räubersieg“ und Rezitativ
- 5. Chor: „Auf! Rüstig ergreift das Gewehr!“ und Rezitativ
- 6. Arie (Sopran): „Herrlich ist das Glück des Landes“ und Rezitativ
- 7. Arie (Sopran oder Sopran II): „O Herr des Himmels und der Erde“ und Rezitativ
- 8. Chor und Soli: „Triumph! Auf den Flügeln des Windes“ und Rezitativ
- 9. Duett (Tenor, Bass): „Ihr Hunnen und Vandalen“ und Rezitativ
- 10. Großer patriotischer Schlusschor: „Der Vorsicht Gunst beschütze“

Die Kantate endet mit den Worten: „Es lebe der Ruhm des Vaterlands! Es lebe Kaiser Franz! Er lebe!“
Im Jahr 2022 arrangierte der österreichische Bariton Martino Hammerle-Bortolotti auf Grundlage der Originalpartitur aus der Musiksammlung der Österreichischen Nationalbibliothek die Kantate in Zusammenarbeit mit dem Salieri-Experten Timo Jouko Herrmann. Die Bassarie wurde bei einem Konzert im Rahmen des Babylonfests in Brünn dem Publikum vorgestellt.